# Claus Bech Jørgensen
Claus Bech Jørgensen (ur. 27 kwietnia 1976 w Holstebro) – farerski piłkarz występujący na pozycji pomocnika.
W barwach Bradford City, Coventry City oraz Blackpool rozegrał łącznie 171 spotkań i zdobył 22 bramki w Championship.
W reprezentacji Wysp Owczych zadebiutował 4 września 2004 w przegranym 0:6 meczu el. do MŚ 2006 ze Szwajcarią, a 9 października 2004 w zremisowanym 2:2 pojedynku tych samych eliminacji z Cyprem strzelił swojego jedynego gola w kadrze. W latach 2004–2006 w drużynie narodowej rozegrał 10 spotkań.